# (24663) Philae
(24663) Philae est un astéroïde de la ceinture principale.

## Description
(24663) Philae est un astéroïde de la ceinture principale. Il fut découvert le 12 août 1988 à l'observatoire de Haute-Provence par Eric Walter Elst. Il présente une orbite caractérisée par un demi-grand axe de 2,29 UA, une excentricité de 0,17 et une inclinaison de 4,6° par rapport à l'écliptique.

## Compléments